# Émile Durand (physicien)
Pour les articles homonymes, voir Émile Durand et Durand.
Émile Durand, né le 2 juin 1911 à Paris et mort le 15 janvier 1999 à Toulouse, est un physicien français, professeur de physique à l'université de Toulouse de 1949 à 1976, doyen de la faculté des sciences de 1953 à 1965, membre correspondant de  l'Académie des Sciences en 1982. 

## Biographie
Émile Durand est né à Paris par hasard, sa famille était originaire de Pertuis (Vaucluse) en Provence où il a passé sa jeunesse. Il entre à l'École Normale d'Instituteurs d'Aix-en-Provence, puis passe le baccalauréat en 1930, une licence en 1932 à Marseille, il « monte » à Paris pour passer l'agrégation qu'il réussit en 1936. En 1937, il est professeur au lycée Corneille de Rouen, en 1945 au lycée Lakanal de Sceaux. En étant professeur, il entame une recherche sous la direction de Louis de Broglie, en 1948 il soutient sa thèse « Recherche sur l'électromagnétisme classique et sur la théorie de Dirac ».
En 1949, Émile Durand est nommé maître de conférences à la faculté des sciences de Toulouse. En 1950, il est nommé professeur, puis élu doyen de la faculté en 1953, fonction à laquelle il sera réélu en 1956, 1959, et 1962. En tant que doyen, il a été l'initiateur en 1954 de la construction d'une nouvelle faculté des sciences à Toulouse dans le quartier de Rangueil, projet qu'il imposera malgré des oppositions locales,,. Les premiers bâtiments sont construits au début des années 1960. Sur le modèle des universités américaines, la nouvelle faculté sera désignée sous le vocable de campus de Rangueil.
La nomination d'Émile Durand à Toulouse avait été souhaitée par le professeur Gaston Dupouy, spécialiste de la microscopie électronique, pour ses compétences en optique, les travaux en optique électronique nécessitant d'importants calculs numériques. Émile Durand s'intéresse au calcul numérique et à l'utilisation des calculateurs électroniques, c'est-à-dire les ordinateurs. En 1957, sous l'impulsion du doyen, la faculté reçoit un IBM 650 pour effectuer des calculs, E. Durand crée des enseignements d'analyse numérique et publie en 1960, 1961 un ouvrage en deux tomes intitulé Résolutions numériques des équations algébriques. En 1957, il crée l'Institut de Calcul Numérique qu'il dirigera jusqu'en 1971. Le calcul numérique pour la physique est considéré comme initiateur des mathématiques appliquées et de l'informatique dans la faculté des sciences de Toulouse. Dans la nouvelle faculté des sciences le doyen fait construire un bâtiment pour héberger l'Institut de Calcul Numérique et notamment les ordinateurs, ce bâtiment est situé entre ceux de physique et ceux de mathématiques.    
Avec la disparition de l'université de Toulouse, consécutive à la loi Faure, le campus de la faculté des sciences est devenu le siège de la nouvelle université Toulouse III qui a pris en décembre 1969 le nom de Paul Sabatier. L'Institut de Calcul Numérique a disparu en 1972, mais le bâtiment héberge toujours des ordinateurs de grande puissance, il héberge une très grande partie du Centre Interuniversitaire de Calcul de Toulouse (CICT), le bâtiment a toujours gardé les initiales ICN et, depuis 2002, il se nomme bâtiment Émile Durand.
Émile Durand prend sa retraite en 1977 mais continue à être scientifiquement actif. Il est nommé membre correspondant de l'Académie des sciences en 1982.

## Distinctions
- Officier de la Légion d'honneur[5]
- Commandeur de l'ordre des Palmes académiques[5]

## Ouvrages
Pédagogue remarquable, Émile Durand a écrit de nombreux ouvrages.
- Électrostatique et magnétostatique, Paris, Masson, 1953
- Solutions numériques des équations algébriques, tomes I : Équations du type F( x ) = 0, racines d'un polynôme, Paris, Masson, 1960
- Solutions numériques des équations algébriques, tome II : Systèmes de plusieurs équations, valeurs propres des matrices, Paris, Masson, 1961
- Électrostatique, tome I : Les distributions, Paris, Masson, 1964
- Électrostatique, tome II : Problèmes généraux, conducteurs, Paris, Masson, 1966
- Électrostatique, tome III : Méthodes de calcul, diélectriques, Paris, Masson, 1966
- Magnétostatique, Paris, Masson, 1968
- Mécanique quantique,  tome I : Équation de Schrödinger, Paris, Masson, 1970
- Mécanique quantique,  tome II :  Spin et relativité. Théorie relativiste des particules de spin zéro. Théorie non relativiste du spin, Paris, Masson, 1970
- Mécanique quantique,  tome III : Spin et relativité. Théorie relativiste des particules à spin, Paris, Masson, 1976

## Référence
1. ↑  Relevé des fichiers de l'Insee
2. 1 2 3  (en) Jean-Louis Guiraud, « Emile Durand, A Physicist's Route During the 20th Century in France », IEEE Antennas and Propagation Magazine, vol. 51, no 5,‎ 2009.
3. ↑  « Émile Durand : entre Physique et Mathématiques, en passant par le calcul numérique », sur Université Toulouse 3
4. ↑  « Émile Durand, créateur du campus de Rangueil et directeur de l'Institut de calcul numérique », sur Université Toulouse 3
5. 1 2  « CTHS - DURAND Émile Victor », sur cths.fr (consulté le 10 janvier 2025)
6. ↑  « Émile Durand (1911-1999) », sur BNF